# マダガスカルメンフクロウ
マダガスカルメンフクロウ（Tyto soumagnei）は、鳥綱フクロウ目メンフクロウ科メンフクロウ属に分類される鳥類。

## 分布
マダガスカル（北東部から東部にかけて）固有種

## 形態
全長27.5-30センチメートル。顔の羽衣は淡灰褐色で、顔の周囲を縁取る羽毛（顔盤）は濃赤褐色。上面の羽衣は赤褐色で、胸部から腹部にかけての羽衣は淡赤褐色。黒い斑点が点在する。
虹彩は黒い。

## 生態
標高900-1200メートルにかけての主に常緑樹からなる森林に生息する。夜行性で、昼間は樹上で休む。
食性は動物食で、小型哺乳類を食べる。森林内の空き地や森林の周辺にある開けた環境、農耕地などで狩りを行う。
繁殖形態は卵生。地上23メートルの樹洞に作った巣内で、2羽の雛が発見された例がある。

## 人間との関係
開発による生息地の破壊により生息数が減少し、メンフクロウとの競合も懸念されている。
1934年以降は1973年に発見例が、1993年以降に捕獲例がある。生態調査のため、捕獲された個体は電波発信機をつけた上で放鳥されている。